# Verschneider (Orgelbauer)
Die Familie Verschneider war eine lothringische Orgelbauer-Familie, die in Deutschland und Frankreich wirkte.

## Geschichte
Die Familie Verschneider stammte ursprünglich aus Puttelange-aux-Lacs und baute im 18. und 19. Jahrhundert Instrumente in Lothringen, im Elsass und im Saarland. Gegründet wurde die Orgelbauwerkstatt 1760 von Michel Verschneider (1729–1797). Von ihm sind nur wenige Werke bekannt. Ab 1797 führte sein Sohn Jean-Frédéric I. Verschneider (1771–1844) in den Betrieb weiter. Dessen Söhne Jean-Frédéric II. (1810–1884), Jean-Georges (1815–1865) und Nicolas (1818–1899) lernten in Paris bei John Abbey und kamen 1837 nach Puttelange zurück. Sie führten das Unternehmen als Gebr. Verschneider. 1848 trennten sich ihre Wege. Jean-Frédéric II. übernahm das Familienunternehmen in Puttelange alleine, Jean-Georges und Nicolas ließen sich in Rémering-lès-Puttelange nieder und nahmen 1868 den Schwiegersohn Jean Georges Krempf auf.
1867 stieg Franz Staudt (1860–1938) in das Unternehmen von Jean-Frédéric II. ein und führte die Orgelbauwerkstatt nach dem Tod von Verschneider weiter.
Der jüngste Sohn von Jean-Frédéric II., Charles Verschneider (1825–1865), begann seine Karriere 1845 als Intonateur bei Daublaine Callinet und gründete dann mit Charles Spackman Barker eine gemeinsame Firma. Außerdem war er am Bau von Orgeln seiner Familie beteiligt. Zu seinen Werken zählen auch die Orgel von Notre-Dame in Besançon, Naisey-les-Granges, Saint-Hilaire in Frément und Notre-Dame in Vitré.

## Instrumente
Die Familie erbaute rund 130 Instrumente, darunter:
| Jahr            | Ort                          | Gebäude                                                                   | Bild | Manuale | Register | Bemerkungen |
| --------------- | ---------------------------- | ------------------------------------------------------------------------- | ---- | ------- | -------- | --- |
| 18. Jahrhundert | Niderviller                  | Éxaltation-de-la-Sainte-Croix                                             |      |         |          | Neubau von Michel Verschneider und Henri Louis |
| 18. Jahrhundert | Puttelange-aux-Lacs          | St. Peter                                                                 |      |         |          | Neubau von Michel Verschneider und Henri Louis, nicht erhalten |
| 1765            | St. Ingbert                  | St. Engelbert                                                             |      | I/p     | 14       | Neubau von Michel Verschneider und Henri Louis, nicht erhalten |
| 1772            | Blieskastel                  | Schlosskirche                                                             |      |         |          | Neubau von Michel Verschneider und Henri Louis, nicht erhalten |
| 1809            | Bambiderstroff               | Saint-Félix de Nole                                                       |      | II/P    | 20       | Neubau von Verschneider & Krempf |
| 1810            | Vahl-lès-Bénestroff          | Saint-Michel                                                              |      | II/P    | 13       | Neubau von Jean-Frédéric I. Verschneider |
| 1820            | Nennig                       | St. Martin                                                                |      |         |          | Neubau von Jean-Frédéric I. Verschneider; 1884 ersetzt |
| 1825            | Haute-Vigneulles             | Saint-Étienne                                                             |      | II/P    | 13       | Neubau von Jean-Frédéric I. Verschneider |
| 1828            | Fénétrange                   | Protestantische Kirche                                                    |      | II/P    | 18       | Neubau von Jean-Frédéric I. Verschneider |
| 1828            | Wadern                       | Allerheiligen                                                             |      | II/P    | 25       | Neubau von Jean-Frédéric I. Verschneider. Die Kirche wurde im Zweiten Weltkrieg schwer beschädigt. Von der ursprünglichen Orgel ist deshalb nur das Gehäuse erhalten. |
| 1829            | Mittersheim                  | Saint-Hubert                                                              |      | II/P    | 20       | Neubau von Jean-Frédéric I. Verschneider |
| 1830            | Henridorff                   | Sainte-Croix                                                              |      | III/P   | 28       | Neubau von Jean-Frédéric I. Verschneider, nach mehrmaligen Umbauten 1986 von Yves Koenig rekonstruiert                                                                |
| 1834            | Brouviller                   | Saint-Rémi                                                                |      | II/P    | 32       | Neubau von Jean-Frédéric I. Verschneider |
| 1835            | Tholey                       | St. Mauritius                                                             |      | II/P    | 32       | nicht erhalten |
| 1835            | Wiesviller                   | Saint-Barthélemy                                                          |      | II/P    | 27       | Neubau von Jean-Frédéric I. Verschneider |
| 1836            | Frouard                      | Saint-Jean-Baptiste                                                       |      | II/P    | 11       | Neubau von Jean-Frédéric I. Verschneider |
| 1836            | Hilbesheim                   | Saint-Brice                                                               |      | II/P    | 21       | Neubau von Jean-Frédéric I. Verschneider |
| 1839            | Manonville                   | Saint-Laurent                                                             |      | II/P    | 12       | Neubau von Jean-Frédéric I. Verschneider |
| 1840            | Diebling                     | Saint-Wendelin                                                            |      | II/P    | 29       | Neubau von Jean-Frédéric I. Verschneider |
| 1841            | Troyes                       | Saint-Pantaléon                                                           |      | II/P    | 29       | Neubau von Jean-Frédéric I. Verschneider |
| 1842            | Villacourt                   | Saint-Martin                                                              |      | III/P   | 23       | Neubau von Jean-Frédéric I. Verschneider |
| 1842            | Vittoncourt                  | Saint-Grégoire                                                            |      | I/P     | 11       | Neubau von Jean-Frédéric I. Verschneider |
| 1843            | Nogent-le-Rotrou             | Notre-Dame                                                                |      | III/P   | 25       | Neubau von Jean-Frédéric II. Verschneider |
| 1843            | Villers-en-Haye              | Saint-Mansuy                                                              |      | I/P     | 7        | Neubau von Jean-Frédéric II. Verschneider |
| 1848            | Éguelshardt                  | Sainte-Croix                                                              |      | II/P    | 19       | Neubau von Jean-Frédéric I. Verschneider |
| 1849–1854       | Paris                        | Saint-Eustache                                                            |      |         |          | Rekonstruktion der Orgel von Daublaine-Callinet, nachdem diese nur wenige Monate nach dem Bau verbrannt war. Das Instrument ist nicht erhalten.                       |
| 1850            | Auxerre                      | Saint-Étienne                                                             |      | I       | 9        | Neubau von Neubau von Jean-Frédéric II. Verschneider |
| 1850            | Herbitzheim                  | Église de la Nativité de la Bienheureuse-Vierge-Marie                     |      | III/P   | 32       | Neubau von Jean-Frédéric II. Verschneider |
| 1850            | Guessling-Hémering           | Saint-Gengoult                                                            |      | II/P    | 24       | Neubau von Neubau von Jean Georges Verschneider |
| ca. 1850        | Nancy                        | Kapelle der Brüder der christlichen Lehre                                 |      | II/p    | 11       | Neubau von Neubau von Jean-Frédéric II. Verschneider |
| 1851            | Essey-lès-Nancy              | Saint-Georges                                                             |      | I/P     | 13       | Neubau von Jean-Frédéric II. Verschneider |
| 1851            | Seingbouse                   | Saint-Jacques-Majeur                                                      |      | II/P    | 19       | Neubau von Jean-Frédéric II. Verschneider |
| 1852            | Berthelming                  | Église de l’Exaltation de la Sainte Croix                                 |      | II/P    | 17       | Neubau von Jean-Frédéric I. Verschneider |
| 1852            | Soucht                       | Église de l’Assomption de la très Sainte Vierge Marie                     |      | III/P   | 25       | Neubau von Jean Georges und Nicolas Verschneider |
| 1853            | Sainte-Colombe-sur-Seine     | Saint-Laurent                                                             |      | I/p     | 5        | Neubau von Jean-Frédéric II. Verschneider |
| 1854            | Ornans                       | Saint-Laurent                                                             |      | III/P   | 38       | Neubau von Jean-Frédéric I. Verschneider |
| 1855            | Mâcon                        | Chapelle du Centre Paroissial Saint Clément                               |      | I/p     | 7        | Neubau von Jean-Frédéric I. Verschneider |
| 1856            | Grandvilliers                | Saint Gilles                                                              |      | II/P    | 11       | Neubau der Chororgel von Jean-Frédéric II. Verschneider |
| 1857            | Schalbach                    | Saint-Gall                                                                |      | II/P    | 17       | Neubau von Jean-Frédéric II. Verschneider |
| 1858            | Phaffans                     | Notre-Dame-de-l’Assomption                                                |      | II/P    | 20       | Neubau von Nicolas Verschneider |
| 1858            | Frévent                      | Saint-Hilaire                                                             |      | I/P     | 8        | Neubau von Charles Verschneider |
| 1858            | Vauvilliers                  | Église de la Nativité de Notre-Dame                                       |      | II/P    | 16       | Neubau von Jean-Frédéric II. Verschneider |
| 1859            | Châtenois-les-Forges         | Saint-Étienne                                                             |      | II/P    | 19       | Neubau von Nicolas Verschneider |
| 1859            | Cocheren                     | Église de la Trinité                                                      |      | II/P    | 24       | Neubau von Jean-Frédéric I. Verschneider |
| 1859            | Obergailbach                 | Saint-Maurice                                                             |      | II/P    | 13       | Neubau von Jean-Frédéric II. Verschneider |
| 1860            | Bessoncourt                  | Sainte-Suzanne                                                            |      | I/P     | 10       | Neubau von Nicolas Verschneider |
| 1860            | Caen                         | Notre-Dame de la Gloriette                                                |      | III/P   | 39       | Neubau von Charles Verschneider und Barker |
| 1860            | Dugny-sur-Meuse              | Église de la Nativité de la Vierge                                        |      | II/P    | 14       | Neubau von Jean-Frédéric II. Verschneider |
| 1860            | Falck                        | Christ-König-Kirche                                                       |      | II/P    | 15       | Neubau von Jean-Frédéric II. Verschneider |
| 1861            | Kerling-lès-Sierck           | Saint-Rémi                                                                |      | II/P    | 13       | Neubau von Jean-Frédéric II. Verschneider |
| 1861            | Keskastel                    | Saint-Nicolas                                                             |      | II/P    | 21       | Neubau von Nicolas Verschneider |
| 1862            | Linthal                      | Sainte-Madelaine                                                          |      | I/P     | 12       | Neubau von Jean-Frédéric II. Verschneider |
| 1863            | Salins-les-Bains             | Saint-Jean-Baptiste                                                       |      | II/P    | 18       | Neubau von Jean-Frédéric II. Verschneider |
| 1864            | Brazey-en-Plaine             | Saint-Rémy                                                                |      | I/p     | 8        | Neubau von Jean-Frédéric II. Verschneider |
| 1865            | Réchésy                      | Saint-Jean-Baptiste                                                       |      | II/P    | 23       | Neubau von Jean-Frédéric II. Verschneider |
| 1865            | Filstroff                    | Notre Dame                                                                |      | II/P    | 16       | Neubau von Jean-Frédéric II. Verschneider |
| ca. 1865        | Bligny-sur-Ouche             | Saint-Germain                                                             |      | II/P    | 13       | Neubau von Jean-Frédéric II. Verschneider |
| 1865            | Brinckheim                   | Saint-François-d’Assise                                                   |      | I/P     | 7        | Neubau von Jean-Frédéric II. Verschneider |
| 1865            | Saint-Mihiel                 | Saint-Étienne                                                             |      | I/P     | 6        | Neubau der Chororgel von Jean-Frédéric II. Verschneider |
| 1865            | Salon-de-Provence            | Saint-Laurent                                                             |      | II/P    | 27       | Neubau von Charles Barker und Jean-François Verschneider |
| 1866            | Traubach-le-Haut             | Saint-Jean-Baptiste                                                       |      | II/P    | 27       | Neubau von Jean-Frédéric II. Verschneider |
| 1867            | Fillières                    | Saint-Maurice                                                             |      | II/P    | 13       | Neubau von Jean-Frédéric II. Verschneider |
| 1867            | Freybouse                    | Saint-Laurent                                                             |      | II/P    | 15       | Neubau von Verschneider & Krempf |
| 1867            | Nelling                      | Saint-Antoine                                                             |      | II/P    | 10       | Neubau von Jean-Frédéric II. Verschneider |
| 1867            | Vaucouleurs                  | Saint-Laurent                                                             |      | II/P    | 25       | Neubau von Jean-Frédéric II. Verschneider |
| 1868            | Biding                       | Sainte-Barbe                                                              |      | II/P    | 13       | Neubau von Jean-Frédéric II. Verschneider |
| 1868            | Rantzwiller                  | Saint-Georges                                                             |      | II/P    | 23       | Neubau von Jean-Frédéric II. Verschneider |
| 1868            | Vahl-Ebersing                | Saint-Jean Baptiste                                                       |      | II/P    | 22       | Neubau von Jean-Frédéric II. Verschneider |
| 1869            | Alsting                      | Saint-Pierre                                                              |      | II/P    | 21       | Neubau von Jean-Frédéric II. Verschneider |
| 1870            | Cheméré-le-Roi               | Notre-Dame-de-l’Assomption                                                |      | II/P    | 14       | Neubau von Jean-Frédéric I. Verschneider |
| 1870            | Le Creusot                   | Saint-Laurent                                                             |      | III/P   | 32       | Neubau von Verschneider und Krempf |
| 1871            | Bermont                      | Saint-Laurent                                                             |      | II/P    | 14       | Neubau von Nicolas Verschneider |
| 1871            | Diffembach-lès-Hellimer      | Saint-François-de-Sales                                                   |      | II/P    | 20       | Neubau von Jean-Frédéric II. Verschneider |
| 1872            | Baldersheim                  | Saints-Pierre-et-Paul                                                     |      | II/P    | 20       | Neubau von Jean-Frédéric II. Verschneider |
| 1872            | Holving                      | Église de la Immaculée Conception                                         |      | II/P    | 20       | Neubau von Verschneider & Krempf |
| 1873            | Gosselming                   | Saint-Sévère                                                              |      | II/P    | 17       | Neubau von Jean-Frédéric II. Verschneider |
| 1873            | Woippy                       | Saint-Étienne                                                             |      | II/P    | 17       | Neubau von Jean-Frédéric II. Verschneider |
| 1874            | Giromagny                    | Saint-Jean-Baptiste                                                       |      | III/P   | 30       | Neubau von Nicolas Verschneider |
| 1874            | Hambach                      | Saint-Hubert                                                              |      | II/P    | 21       | Neubau von Verschneider & Krempf |
| 1874            | Saint-Maurice-sous-les-Côtes | Saint-Maurice                                                             |      | II/P    | 25       | Neubau von Jean-Frédéric II. Verschneider |
| 1875            | Fleisheim                    | Saint-Laurent                                                             |      |         | IIP/15   | Neubau von Verschneider & Krempf |
| 1875            | Kemplich                     | Saint-Urbain                                                              |      | I/P     | 8        | Neubau von Jean-Frédéric II. Verschneider |
| 1875            | Laning                       | Saints-Pierre-et-Paul                                                     |      | II/P    | 19       | Neubau von Jean-Frédéric II. Verschneider |
| 1875            | Peltre                       | Kapelle der Schwestern der göttlichen Vorsehung von Saint-André de Peltre |      | II/P    | 20       | Neubau von Jean-Frédéric II. Verschneider |
| 1875            | Saargemünd                   | Saint-Walfrid                                                             |      | II/P    | 26       | Neubau von Verschneider & Krempf |
| 1876            | Faulquemont                  | Saint-Vincent                                                             |      | II/P    | 20       | Neubau von Jean-Frédéric II. Verschneider |
| 1876            | Roderen                      | Saint-Laurent                                                             |      | II/P    | 19       | Neubau von Jean-Frédéric II. Verschneider |
| 1876            | Saint-Louis-lès-Bitche       | Saint-Louis                                                               |      | II/P    | 22       | Neubau von Verschneider & Krempf |
| 1877            | Guenviller                   | Saint-Lambert                                                             |      | II/P    | 16       | Neubau von Jean-Frédéric II. Verschneider |
| 1878            | Boron                        | Saint-Luc                                                                 |      | II/P    | 14       | Neubau von Nicolas Verschneider |
| 1878            | Bérig-Vintrange              | Saint-Hippolyte                                                           |      | II/P    | 18       | Verschneider & Krempf |
| 1879            | Altviller                    | Saint-Rémi                                                                |      | II/P    | 15       | Neubau von Jean-Frédéric II. Verschneider |
| 1879            | Viller                       | Saint-Jacques                                                             |      | II/P    | 14       | Neubau von Jean-Frédéric II. Verschneider |
| 1880            | Boustroff                    | Saint-Hubert                                                              |      | II/P    | 12       | Neubau von Jean-Frédéric II. Verschneider |
| 1880            | Goetzenbruck                 | Saint-Chrodegang à Althorn                                                |      | III/P   | 30       | Neubau von Verschneider & Krempf |
| 1880            | Naisey-les-Granges           | Pfarrkirche                                                               |      |         |          | Neubau von Jean-Frédéric II. Verschneider |
| 1880            | Plancher-Bas                 | Saint-Pancras                                                             |      | II/P    | 14       | Neubau von Jean-Frédéric II. Verschneider |
| 1880            | Tritteling                   | Saint-Martin                                                              |      | I/P     | 8        | Neubau von Verschneider & Krempf |
| 1881            | Zaessingue                   | Saints-Pierre-et-Paul                                                     |      | Ia/P    | 7        | Neubau von Jean-Frédéric II. Verschneider |
| 1882            | Lepuix                       | Eglise de la Nativité de Notre-Dame                                       |      | II/P    | 22       | Neubau von Jean-Frédéric II. Verschneider |
| 1882            | Metz                         | Kathedrale Saint-Étienne                                                  |      |         |          | Erweiterung der Orgel um ein Pedal mit 6 Registern |
| 1882            | Elvange                      | Sainte-Catherine                                                          |      | II/P    | 15       | Neubau von Verschneider & Krempf |
| 1882            | Kœnigsmacker                 | Saint-Martin                                                              |      | II/P    | 20       | Neubau von Verschneider & Krempf |
| 1883            | Cirey-sur-Vezouze            | Saint-Denis                                                               |      | III/P   | 27       | Neubau von Jean-Frédéric II. Verschneider |
| 1883            | L’Hôpital                    | Saint-Nicolas                                                             |      |         |          | Neubau von Verschneider & Krempf. Erhalten ist nur das Gehäuse, das heutige Instrument stammt aus dem Jahr 1979 und wurde von Willy Meurer geschaffen.                |
| 1883            | Vallerange                   | Sainte-Gertrude                                                           |      | II/P    | 19       | Neubau von Jean-Frédéric II. Verschneider |
| 1885            | Macheren                     | Saint-Thomas                                                              |      | II/P    | 14       | Neubau von Verschneider & Krempf |
| 1885            | Mainvillers                  | Saint-Laurent                                                             |      | II/P    | 16       | Neubau von Verschneider & Krempf |
| 1886            | Woustviller                  | Saint-Jean-Baptiste                                                       |      | II/P    | 19       | Neubau von Verschneider & Krempf |
| 1888            | Bettendorf                   | Sainte-Croix                                                              |      | I/P     | 13       | Neubau von Jean-Frédéric II. Verschneider |
| 1888            | Zimming                      | Église de la Trinité                                                      |      | II/P    | 10       | Neubau von Verschneider & Krempf |
| 1891            | Flétrange                    | Saint-Martin                                                              |      | II/P    | 15       | Neubau von Verschneider & Krempf |
| ?               | Petit-Tenquin                | Saint-Joseph                                                              |      |         |          | |
| ?               | Garrebourg                   | Saint-Coloman                                                             |      |         |          | nicht erhalten |
| 19. Jahrhundert | Hellimer                     | Saint-Martin                                                              |      | I/P     | 6        | Neubau von Jean-Frédéric II. Verschneider |
| 19. Jahrhundert | Pontarlier                   | Kapelle Notre-Dame de Lourdes                                             |      | I/P     |          | Neubau von Jean-Frédéric I. Verschneider |
| ?               | Spicheren                    | Saint-Laurent                                                             |      | III/P   | 32       | Neubau von Jean-Frédéric II. Verschneider |